# Lecananthus erubescens
Lecananthus erubescens là một loài thực vật có hoa trong họ Thiến thảo. Loài này được Jack mô tả khoa học đầu tiên năm 1822.